# Percy Howard Hansen
Percy Howard Hansen, britanski general, * 26. oktober 1890, † 12. februar 1951.